# Das Jahr (Fanny Mendelssohn)
Das Jahr. 12 Charakterstücke (no 385) est une œuvre pour piano de Fanny Mendelssohn composée en 1841.
L'Andante con moto correspondant au mois de septembre (no 9) a été publié dans l'opus 2 4 Lieder for Piano.

## Histoire
Fanny Mendelssohn commence à composer Das Jahr (L'Année) en 1841. Ce long cycle pour le piano d'une quarantaine de minutes est divisé en douze sections, suivant les douze mois de l'année. 
Il est dédié à son époux, le peintre Wilhelm Hensel. La partition est illustrée de vignettes par ce dernier.
Ce cycle a été vu comme le journal intime rétrospectif du séjour de Fanny Mendelssohn en Italie en 1839-1840.
Il précède de trente-cinq ans le cycle par mois Les Saisons de Piotr Ilitch Tchaïkovski.

## Structure

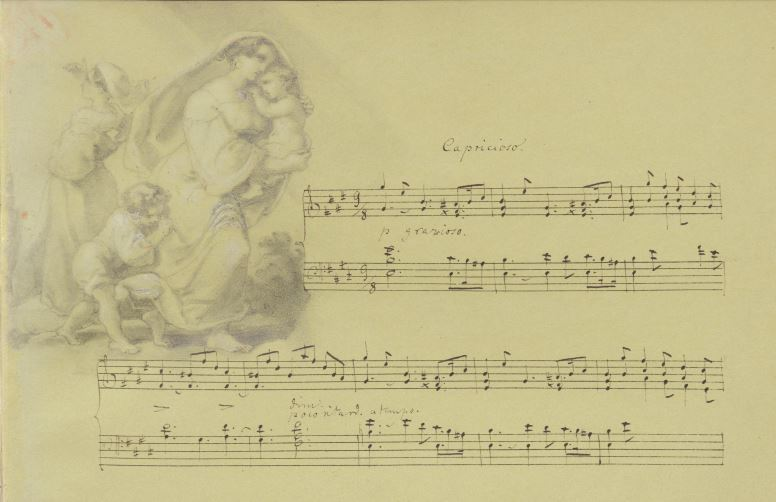
Fanny Mandelssohn. Das Jahr. April, extrait du manuscrit illustré par son mari Wilhelm Hensel, (n° 385), 1841.

1. Januar. Ein traum. Adagio, quasi una fantasia, presto
2. Februar. Scherzo. Presto
3. März. Agitato. Andante, allegro moderato ma con fuoco
4. April. Capriccioso. Allegretto, allegro
5. Mai. Frühlingslied. Allegro vivace e gioioso
6. Juni. Serenade. Largo, andante
7. Juli. Serenade. Larghetto
8. August. Allegro, tempo di marcia, allegro assai
9. September. Am flusse. Andante con moto
10. Oktober. Allegro con spirituo, poco più presto
11. November. Mesto, allegro molto
12. Dezember. Allegro molto, andante, allegro
13. Nachspiel. Choral

## Commentaire
Cette suite de pièces correspondant à chaque mois prend la forme de plusieurs genres musicaux, comme la barcarolle, le caprice, le lied, et cite des chorals comme Christ ist ertstanden ou Vom Himmel hoch.

## Discographie
- Ulrich Urban (piano), 1999, Koch Schwann - Musica Mundi
- Lauma Skride (piano), 2007, Sony Classical
- Els Biesemans (piano), 2011, Genuin
- Molly McCann (piano), 2021, Recital